# Claudio Capelli
Pour les articles homonymes, voir Capelli.
Claudio Capelli (né le 16 novembre 1986 à Berne) est un gymnaste suisse.